# Tarikolot (Jatinunggal)
Tarikolot is een bestuurslaag in het regentschap Sumedang van de provincie West-Java, Indonesië. Tarikolot telt 3883 inwoners (volkstelling 2010).